# Thorina Lepak

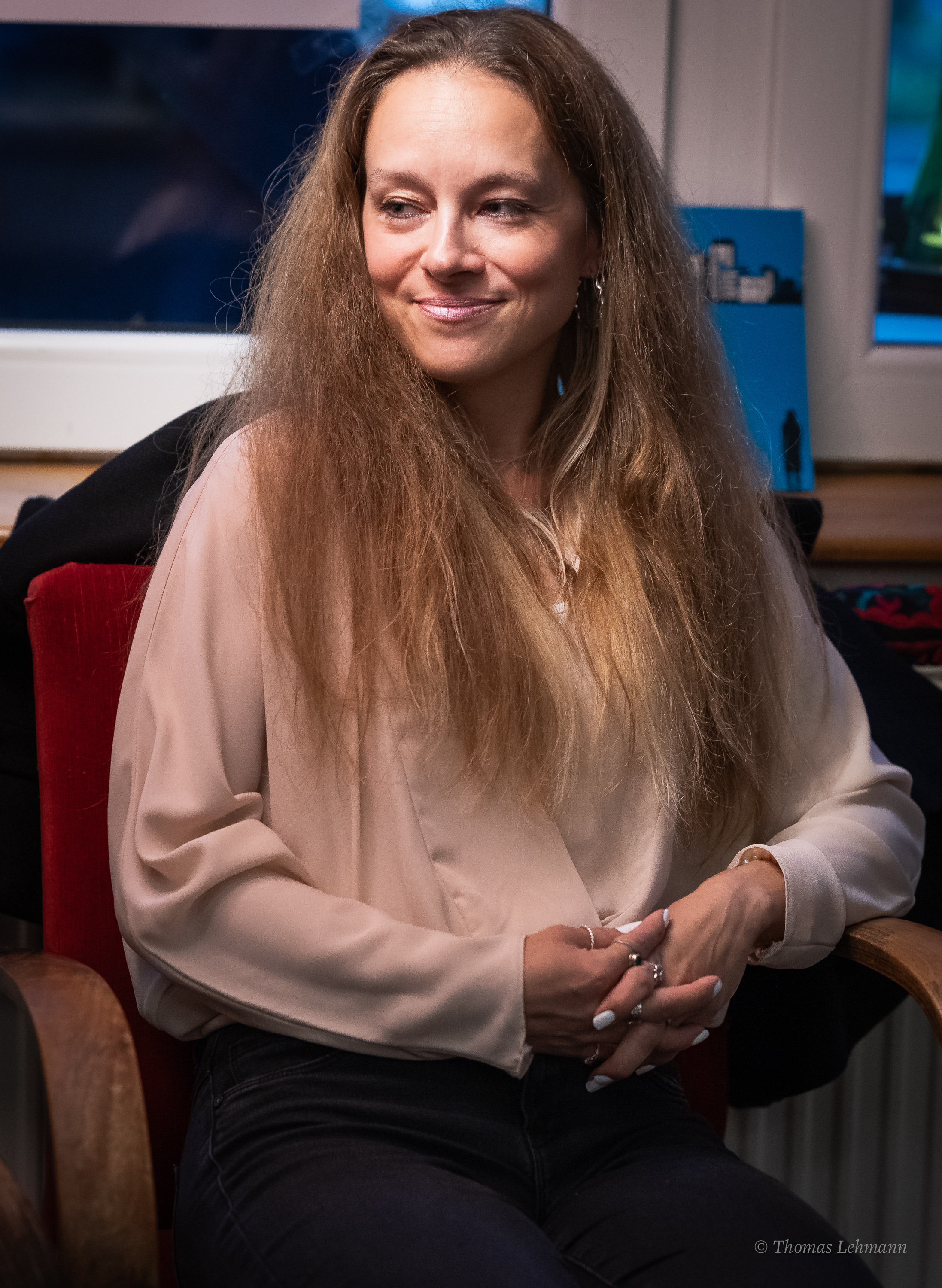
Thorina Lepak (2023)

Thorina Lepak (* 2. August 1985 in Schwerte) ist eine in Wien lebende deutsche Schriftstellerin und Germanistin.
Sie hat ihr Abitur in Warstein gemacht und studierte Germanistik und Anglistik an der Heinrich-Heine-Universität Düsseldorf.
Nach ihrem Studienabschluss und mehreren Auslandsaufenthalten, u. a. in Santa Barbara, begann Lepak 2018 ein Doktoratsstudium der Germanistik an der Hebräischen Universität Jerusalem, das sie im Frühjahr 2025 abschloss. 2020 wurde ihr Roman Als wir niemand waren veröffentlicht, welcher 2021 auch als von Pia-Rhona Saxe gelesenes Hörbuch erschien.

## Werke
- Als wir niemand waren. Shaker Media, 2020, ISBN 978-3-95631-760-6.